# 貴州省民族宗教事務委員會
贵州省民族宗教事务委员会，简称貴州省民宗委，负责貴州省少數民族和宗教事務，由國家民委管理。2020年領導有：石松江 （女，苗族）、魏华松（仡佬族）。職責包括指导少数民族语言文字的翻译、出版和民族古籍的搜集、整理、出版工作，尤其是贵州世居民族（苗族、布依族、侗族、彝族、水族）的事務。